# Правова поведінка
Правова поведінка — це юридично значуща (тобто врегульована нормами права) поведінка особи, що спричиняє юридичні наслідки.
Поведінка людей надзвичайно різноманітна. Вона має різні форми вираження, інтенсивність, мотиви, цілі, наслідки. Властиво, будь-яка поведінка виступає об'єктом моральної й правової оцінки.
З позиції права поведінка людини може бути оцінена по-різному. Окремі відносини людей перебувають поза сферою правового регулювання, а тому взагалі не можуть бути оцінені правом (відносини кохання, дружби та ін.).
Вони піддаються лише моральній оцінці. Інші відносини не регулюються правом, юридично байдужі й не вимагають правового опосередковування (наприклад, захоплення мистецтвом, музикою, спортивними іграми).

## Ознаки
1. Має соціальне значення як соціально корисна (правомірна поведінка) або як соціально шкідлива (правопорушення), що позначається на стані суспільних відносин у ході соціального розвитку;
2. Має зовні виражений характер у вигляді дії або бездіяльності.
3. Має свідомо вольовий характер, тобто припускає усвідомлення обставин і можливість здійснювати волю: спрямовувати свою поведінку і керувати своїми вчинками;
4. Регулюється правовими нормами, що містяться в текстах правових актів, які або прямо описують умови і ознаки правових вчинків, або передбачають будь-які заходи моделювання правової поведінки. Це відрізняє правову поведінку від інших типів соціальної поведінки;
5. має властивість спричиняти юридичні наслідки, оскільки пов'язана з реалізацією суб'єктом своїх інтересів (досягнення особистих цілей, задоволення потреб, зазнання певних втрат);
6. Реакцією держави на результати правової поведінки (стимулювання, охорона соціальних корисних дій або вжиття заходів юридичної відповідальності за соціальне шкідливі дії).

## Правомірна поведінка
Правомірна поведінка — це суспільно корисна правова поведінка особи (дія або бездіяльність), яка відповідає розпорядженням юридичних норм і охороняється державою.
В основі правомірної поведінки лежить розуміння справедливості і корисності розпоряджень правових норм, відповідальності перед суспільством і державою за вчинки, що є показником соціальної зрілості і юридичної грамотності особи.
Ознаки правомірної поведінки:
1. Є суспільне корисною соціальною поведінкою, забезпечує організованість і гармонійність громадського життя, стійкий правопорядок, є найважливішим чинником вирішення завдань і функцій держави і суспільства, задоволення інтересів суб'єктів права;
2. Втілена в юридичну форму — відповідає нормам і принципам права;
3. Має свідомо вольовий характер, який виражається зовні у вигляді дії або бездіяльності, здійснюється у формах реалізації норм права — додержання, виконання, використання (громадянами), правозастосування (посадовими особами), спричиняє юридичні наслідки — юридичні акти, юридичні вчинки;
4. Гарантується, охороняється державою.

## Причини нестабільності правомірної поведінки в нашому суспільстві
- Економічні — процес руйнування старого господарського організму (нежиттєздатного, але все-таки цілісного) значно випереджає становлення української економіки як саморегульованої системи виробничих зв'язків і матеріальних можливостей виробництва — на основі економічної волі. Громадяни позбавилися звичних умов трудової діяльності і через неможливість і нездатність (економічна неграмотність і небажання брати на себе яку-небудь відповідальність) не можуть швидко адаптуватися до нової економічної обстановки, виникли невдоволення, апатія, агресивність, невпевненість у завтрашньому дні, балансування поведінки на межі між правомірною і неправомірною.
- Соціальні — соціальна напруженість як результат ослаблення соціальної відповідальності держави і неврівноваженості соціальної політики. Нерегулярною оплатою праці, підвищенням плати за комунальні послуги, низьким рівнем соціального забезпечення (за наявності інфляції) держава вільно або мимоволі провокує (незалежно від соціально-психологічної нестійкості особи) нестабільність правомірної поведінки.
- Політичні — розпад СРСР, скасування однопартійної системи, утвердження ідеологічного і політичного плюралізму, труднощі формування політичної системи українського суспільства виявили непідготовленість демократичних громадських сил до швидких історичних перетворень, відсутність прагматичної демократичної ідеології і політики для перехідного періоду. Це привело до політичної хиткості суспільства, яка спричинила й нестабільність правомірної поведінки громадян.
- Ідеологічні — падіння колишніх ідеалів, низький рівень правосвідомості як наслідок руйнування системи правового виховання, що існувала раніше, і лише започатковане формування нової. Правосвідомість громадянина виявилася непідготовленою до зняття криміналу з багатьох діянь, що вважалися раніше злочинними (спекуляція товарами, приватнопідприємницька діяльність, комерційне посередництво та ін.), і одночасного вступу в дію принципу «дозволено все, що не заборонено законом». Свободу вибору громадянин сприйняв як вседозволеність. Межа між правомірною і неправомірною поведінкою була стерта.
- Юридичні:

  - в галузі правотворчості — відсутність послідовності, логічності в прийнятих законах і підзаконних актах, їх суперечливість підривають віру в якість законів, служать підставою для правового нігілізму (наприклад, нормативні акти про податки є неконкретними, неповними, казуїстичними);
  - в галузі правоохоронної діяльності — слабке розкриття злочинності, корумпованість створюють умови для можливості обійти закон, породжують хиткість правомірної поведінки.

## Види правової поведінки
- Залежно від характеру правового розпорядження:

a) дотримання;
б) виконання;
в) використання;
г) застосування.
- За суб'єктивною стороною правова поведінка поділяється на:

а) засновану на глибокому усвідомленні, переконанні людини в необхідності здійснення таких дій — «активна» поведінка ;

б) засновану на підпорядкуванні правовим розпорядженням без їх глибо кого й усебічного усвідомлення — «звичайна» поведінка;

в) конформістську поведінку — за принципом: робитиму як усі — «пасивна» поведінка;

г) таку, яка здійснюється громадянином під впливом державного примусу і страхом перед покаранням — «маргінальна» поведінка.

- Суб'єкти:

а) діяльність громадян, державних органів, суспільних об'єднань;

б) інших юридичних осіб.

- Сфера суспільних відносин:

а) економіка;

б) політика;

в) культура й ін.

- Форма зовнішнього прояву:

а) активна — здійснення правових дій;

б) пасивна — стримування від здійснення правих дій.

## Поняття і ознаки правопорушення
Правопорушення — це суспільно небезпечне або шкідливо неправомірне (протиправне) винне діяння (дія або бездіяльність) деліктоздатної особи, яке спричиняє юридичну відповідальність.
Правопорушенню властиві такі ознаки:
1. Має протиправний, неправомірний, характер, тобто суперечить нормам права, чиниться всупереч праву, є свавіллям суб'єкта; являє собою порушення заборон, зазначених у законах і підзаконних актах, невиконання обов'язків, що випливають із нормативно-правового акта, акта застосування норм права або договору, укладеного на основі закону;
2. Є суспільна шкідливим (наприклад, прогул) або суспільна небезпечним (посягання на життя людини). Суспільна шкідливість (проступок) і суспільна небезпечність (злочин) — основна об'єктивна ознака, що відрізняє правомірну поведінку від неправомірної. Юридичний аспект шкідливості виражається в порушенні суб'єктивних юридичних прав і обов'язків або перешкоді їх виконанню, матеріальний — у заподіянні учаснику правовідносин матеріальних або моральних збитків;
3. Виражається в поведінці—протиправній дії (крадіжка, розбій, наклеп, образа) або бездіяльності (недбалість, прогул, залишення особи в безпомічному стані). Думки, наміри, переконання, які зовні не виявилися, не визнаються чинним законодавством об'єктом переслідування. Практика переслідування за інакомислення є виявом репресивної суті тоталітарного режиму в державі;
4. Має свідомо вольовий характер, тобто в момент вчинення правопорушення залежить від волі і свідомості учасників, перебуває під контролем їх волі і свідомості, здійснюється ними усвідомлено і добровільно. Відсутність свободної волі є юридичною умовою, за якою діяння не визнається правопорушенням, навіть якщо воно і мало шкідливі наслідки. Правопорушенням визнається лише неправомірне діяння деліктоздатної особи (малолітні і душевнохворі деліктоздатними не вважаються);
5. Є винним. Правопорушенням визнається лише винне діяння, тобто дія, яка виражає негативне внутрішнє ставлення правопорушника до інтересів людей, завдає своєю дією (чи бездіяльністю) збитки суспільству і державі, містить вину. Вина — це психічне ставлення особи до свого діяння і його наслідків. Усі сумніви щодо доведеності вини особи тлумачаться на її користь (ст. 62 Конституції України).
6. Спричиняє застосування до правопорушника заходів державного примусу, заходів юридичної відповідальності у вигляді позбавлень особистого, організаційного і матеріального характеру. Застосування державного примусу до правопорушника має на меті захистити правопорядок, права і свободи громадян.

## Склад правопорушення
Склад правопорушення — це система ознак протиправної поведінки, необхідних і достатніх для притягнення до юридичної відповідальності.
Структура складу правопорушення:
- Об'єкт правопорушення;
- Об'єктивна сторона правопорушення;
- Суб'єкт правопорушення;
- Суб'єктивна сторона правопорушення.
- Об'єкт правопорушення — це суспільні відносини, охоронювані нормами права, яким при здійсненні правопорушення заподіюється певна шкода або створюється погроза заподіяння відповідної шкоди.

Структура суспільних відносин :
- суб'єкти відносини;
- об'єкт (предмет) відносини;
- соціальний зв'язок між суб'єктами відносини із приводу об'єкта відносини.

При характеристиці об'єкта правопорушення, у сучасній юридичній літературі нерідко використається термін «цінність» (або — «благо»), тобто об'єкт — це певна цінність (життя, здоров'я, майно й т.д.), що правопорушенням заподіюється тією чи іншою мірою (ступеня) шкода.
- Об'єктивна сторона правопорушення — це сукупність ознак, що характеризують зовнішню сторону складу правопорушення, тобто об'єктивні ознаки зовнішнього прояву правопорушення й об'єктивних умов його здійснення.

Обов'язкові ознаки об'єктивної сторони так званих матеріальних складів правопорушень: наявність діяння (суспільно небезпечний або шкідливого), причинний зв'язок, наслідки (суспільно небезпечного або шкідливі) діяння.
Обов'язкова ознака об'єктивної сторони, так званих формальних складів правопорушень: наявність діяння (суспільно небезпечного, шкідливого).
Факультативні ознаки об'єктивної сторони правопорушень, тобто ознаки властивим не всім складам правопорушень (ознаки, які можуть доповнювати ознаки обов'язкові): місце, час, обстановка, спосіб, знаряддя здійснення діяння.
- Суб'єкт правопорушення — це особа, яка вчинила правопорушення. Необхідною умовою визначення особи суб'єктом правопорушення є наявність у неї деліктоздатності, тобто закріпленої у законі здатності нести юридичну відповідальність за вчинення правопорушення. Так, повністю неделіктоздатними є душевнохворі особи, частково — неповнолітні. Рівень деліктоздатності залежить від віку особи, стану її фізичного та психічного здоров'я, посади та інше. Суб'єктами ряду видів правопорушень можуть бути не тільки фізичні особи (люди), а й державні та громадські органи, організації, але вони не можуть бути суб'єктами злочинів.
- Суб'єктивна сторона правопорушення — це внутрішня сторона правопорушення, що характеризує психічну діяльність особи в момент здійснення правопорушення. У структурі втримування даної психічної діяльності розрізняють: провину, мотив, мета, емоційний стан.

Обов'язкова ознака суб'єктивної сторони: провина, тобто певне психічне відношення особи до свого протиправного діяння і його суспільно небезпечним або шкідливим наслідкам (результату).